# NGC 2661
NGC 2661 je galaksija u zviježđu Raku.

## Vanjske poveznice
- SEDS: NGC 2661